# チャンマダン

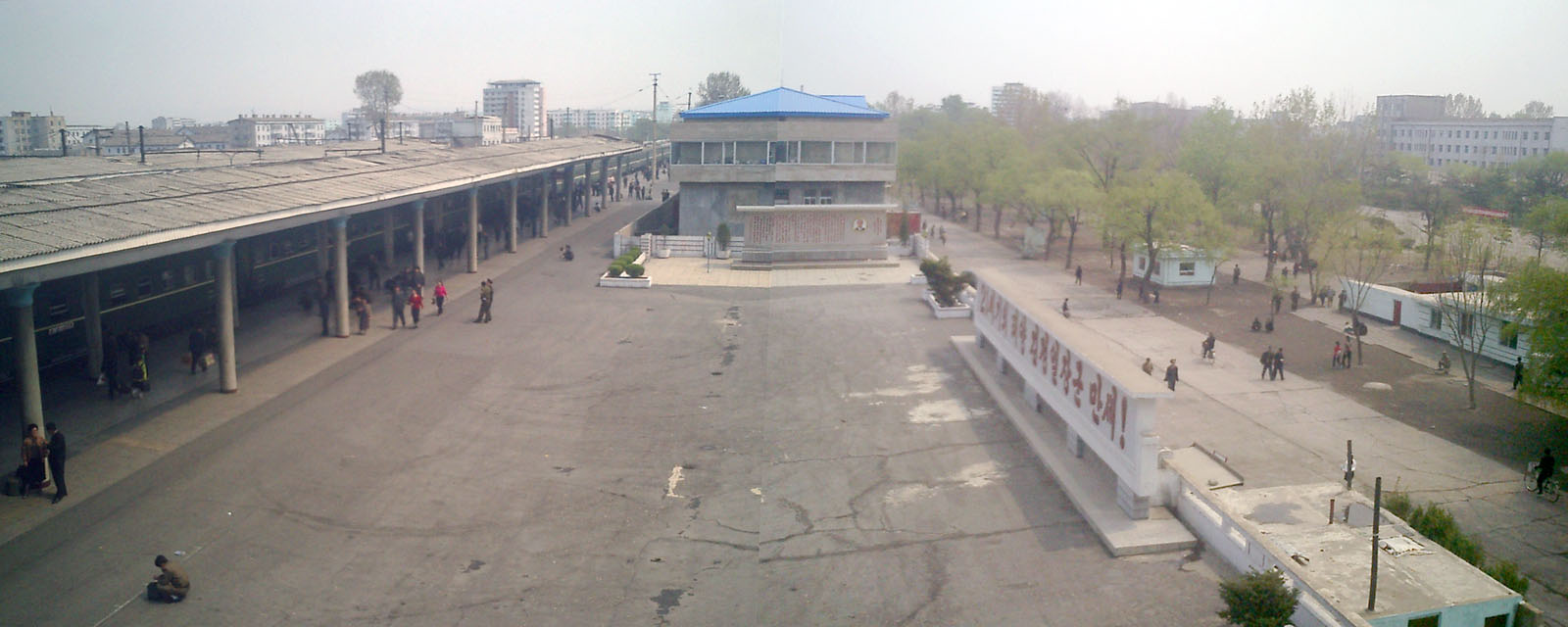
中朝国境に近い新義州市の公式・非公式の経済拠点。新義州青年駅も確認できる。

チャンマダンとは朝鮮語で野外市場の意味で、朝鮮民主主義人民共和国における物を売る市場（闇市場）をさす。

## 概要
もともと、チャンマダンは「農民市場（농민시장）」として農民が国に供出した余剰農産物を売買するための不定期市として、主として地方において開設されたもので、はじめはその資本主義性が批判を受けたこともあった。
北朝鮮では金日成の指導の下、1957年11月から、協同農場の農民を除く全国民に食糧配給制度が実施され、一般労働者は1日あたり700グラム、軍人は800グラム、15歳以下の子供や老人は100グラムから500グラムまで、職業や年齢に応じて配給されることになっており、1990年代初頭には平均450グラム程度の配給量となったが、1995年の水害でその半分に減量され、さらにその後も減少させられた。そして、金日成の死後、「苦難の行軍」と称される大飢饉が発生したのちは、配給制度が徐々に機能しなくなり、国営商店に物がない状態が続くようになったため、次第に当初売買を禁止されていた米や工業品をはじめ、何でも売買される闇市が形成された。現在では、「『猫の角』（=あり得ない物）以外はすべてある」といわれている。
2002年の経済政策変更により北朝鮮では配給制度が事実上廃止された。国営商店も機能しなくなった。このため、チャンマダンは現在の北朝鮮国民が生活するのに欠かせないものとなっており、平壌や清津などの大都市にも開設されている。なかには、世界から食料支援物資として送られたものが横流しされていることも指摘されており、国際問題化している。
なお、社会安全員（警察官）も一応警備しているが、違法売買については賄賂を渡して目をつぶってもらうことが多いといわれている。
2025年現在では金正恩総書記が市場経済とチャンマダンへの統制を強めているため、商人がチャンマダンではなくスマートフォンと隠語を用いて連絡を取り、バイクや自転車などの車両で商品を客先まで違法にデリバリーすることが増え、北朝鮮当局による取り締まりの対象になっている。

## エピソード
拉致被害者である蓮池薫は、チャンマダンで買い物をしようとしたとき、「コッチェビ」と呼ばれる物乞いの子どもたちの目が商品にではなく人間に向けられていることに気づき、店の品物（腕時計）が盗難される現場にも遭遇、さらに自分の上着から紙幣を抜かれた経験があるという。コッチェビの手首をつかんで紙幣を取り戻し、スリの現場をおさえた彼に対し、市場で商いをしていた婦人たちは一斉に「殴れ! 殴ってやれ」「二度と盗みができないように腕をへし折ってやれ」と怒号をあげた。
また、拉致生活を振り返った曽我ひとみの証言によれば、拉致被害者には毎月決まった日に米と生活費の支給があったが、生活費は最低限の保証しかなく、食品に関しては、日本製のものは高すぎて手が出せず、たいていは中国製のもので間に合わせたものの、生活費が足りなくなりそうになると仕方なく、当時は禁止されていたチャンマダンで買い物をすることもあったという。ところがそこは、別の意味でも「何でもあり」であり、まがい物や不良品をつかまされることも少なくなかった。鶏卵などは、割るとひよこになる寸前のもの、腐っているものが混じっていることがあったという。
韓国のあるテレビ番組では、脱北者による「北では今やノドンダンよりチャンマダンが人気」という話を紹介した。「ノドンダン」とは朝鮮労働党のことであるが、この言葉には、北朝鮮の人びとの暮らしにとって、もはや金正恩を最高指導者とする朝鮮労働党はあてにならず、チャンマダンが生活の支えになっている皮肉がこめられている。